# Barranco de Santos
El Barranco de Santos es un barranco situado en la vertiente noreste de la isla de Tenerife —Canarias, España—. El barranco atraviesa el centro urbano de la ciudad de Santa Cruz de Tenerife, siendo uno de sus hitos geográficos más destacados.

## Toponimia
El origen de este topónimo más aceptado es el que lo hace provenir del apellido del colonizador Diego de Santos, quien poseía casa y propiedades junto a la desembocadura del barranco.
Otra versión, dada por el médico e historiador Juan Bethencourt Alfonso en su obra Historia del Pueblo Guanche, alude a que se denominaba «Barranco de los Santos» por existir en sus márgenes una cueva con ídolos guanches.

## Características
El barranco tiene su nacimiento a 945 m s. n. m. en el denominado monte de Las Mercedes, un bosque de laurisilva enclavado en el macizo de Anaga. El barranco atraviesa en su recorrido la vega de La Laguna y desciende hacia el mar bordeando las montañas de Anaga por el suroeste, desembocando finalmente en la dársena de Los Llanos del puerto de Santa Cruz de Tenerife.
Durante gran parte de su recorrido de más de dieciséis kilómetros, el barranco se convierte en verdadero cañón con paredes acantiladas en sus márgenes de hasta cien metros de desnivel.
Recibe el aporte de numerosos barrancos y barranquillos, siendo los de mayor entidad los de Jardina o Gonzalianes, Cha Marta, Macario, Valle Tabares y Valle Hilario.

## Aspectos humanos
Las márgenes del barranco de Santos desde las proximidades de la Montaña de Guerra hasta la desembocadura fueron intensamente habitadas por la población guanche antes de la conquista castellana de la isla en el siglo xv, existiendo numerosas cuevas de habitación y varias necrópolis de importancia. Algunos autores consideran a su vez que el propio cauce era la frontera entre los reinos aborígenes de Anaga y Güímar. El barranco es, por tanto, un lugar de interés arqueológico.
La desembocadura del barranco de Santos es tradicionalmente considerada la zona donde el capitán de la conquista Alonso Fernández de Lugo fundó su campamento principal en 1494, que se convertiría en el germen de la ciudad de Santa Cruz.
El barranco atraviesa los barrios laguneros de La Verdellada, Gracia, Finca España, La Cuesta y La Salud, así como el centro de la ciudad de Santa Cruz de Tenerife. Junto a su desembocadura se encuentran elementos patrimoniales como la iglesia de Nuestra Señora de la Concepción o el Museo de la Naturaleza y el Hombre.
Varios puentes y viaductos salvan el cauce a su paso por la ciudad de Santa Cruz, siendo los más destacados el Puente de Zurita (1754), el de Las Asuncionistas (1870), el de El Cabo (1892), el de Galcerán (1929), el de la Avenida Marítima (1930), el del General Serrador (1942), el de Javier de Loño Pérez (1972) y el puente de Nácere Hayek (2005).
Entre 2003 y 2010 el Ayuntamiento de Santa Cruz llevó a cabo la construcción de la Vía Arterial del Barranco de Santos que une la zona baja de la ciudad con el barrio de La Salud, y que discurre en paralelo al cauce del barranco, ideada como medio de descongestionar el tráfico de la ciudad. La obra creó nuevos espacios de esparcimiento, pero supuso un desembolso de más de 90 millones de euros que ha generado cierta polémica con respecto a su ejecución.
En los márgenes del barranco, bajo el Puente Galcerán se encuentra la Casa del Carnaval, un museo y centro de interpretación dedicado al Carnaval de Santa Cruz de Tenerife.

## Galería

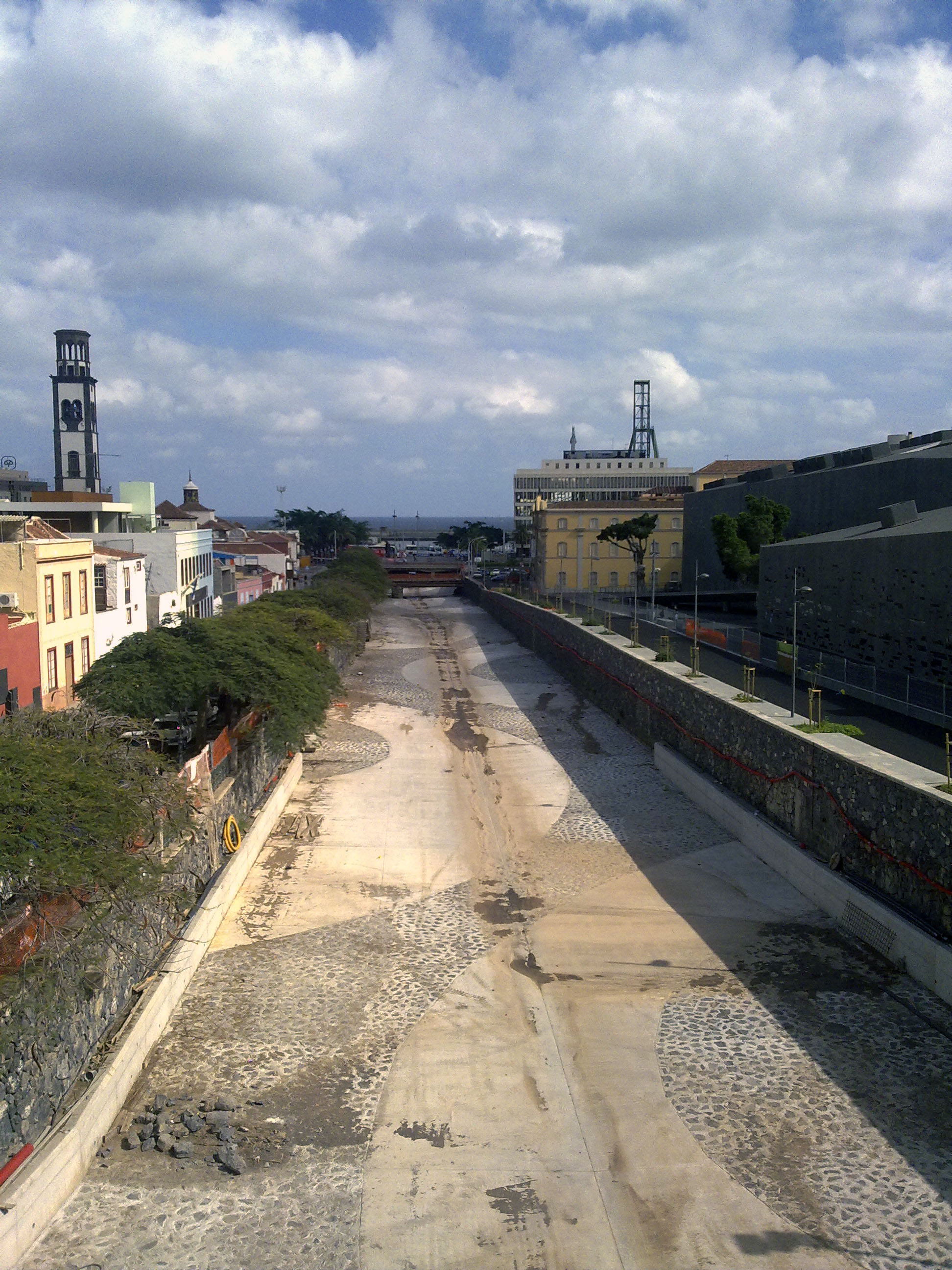
Barranco de Santos desde el Puente del General Serrador. Al fondo a la izquierda la Iglesia de la Concepción.